# Lista de episódios de Shingeki no Kyojin

Logotipo da série

Esta é a lista de episódios de Shingeki no Kyojin (japonês: 進撃の巨人, lit. "Titã de Ataque", "Ataque dos Gigantes" ou ainda "Investida dos Gigantes"; também conhecido como Attack on Titan), uma série de anime baseado no mangá de mesmo nome escrito e ilustrado por Hajime Isayama entre 2009 e 2021. A história segue as aventuras de Eren Yeager e seus amigos Mikasa Ackerman e Armin Arlert, que vivem em uma cidade cercada por três grandes muralhas, que são a única defesa da humanidade contra os "titãs", gigantes que comem humanos. Quando um titã colossal rompe a muralha de sua cidade natal, os três se juntam a Divisão de Reconhecimento, um grupo de elite de soldados que lutam contra os titãs, na esperança de recuperar o mundo deles.
A adaptação para anime de Shingeki no Kyojin foi anunciada em dezembro de 2012, após a abertura de um site teaser chamado "project-attack.com". A série foi produzida pelo Wit Studio em colaboração com o Production I.G, com a equipe de produção principal composta por Tetsuro Araki como diretor, Tetsuya Kinoshita como produtor, Yasuko Kobayashi como roteirista, Kyoji Asano como designer de personagens e Hiroyuki Sawano como compositor. Os dubladores foram revelados em dezembro de 2012, com Yūki Kaji escalado como a voz de Eren, Yui Ishikawa como Mikasa e Marina Inoue como Armin.
Para a primeira temporada foram produzidos 25 episódios, que foram exibidos originalmente na MBS entre 7 de abril e 28 de setembro de 2013. Uma segunda temporada foi anunciada para 2016, mas foi postergada para abril de 2017. Masashi Koizuka foi o diretor, enquanto Araki atuou como diretor-chefe. Teve 12 episódios, exibidos na MBS entre 1 de abril e 17 de junho de 2017. A terceira temporada começou a ser transmitida na NHK General TV em 23 de julho de 2018, com sua primeira parte encerrando em 15 de outubro. Os episódios restantes foram ao ar entre 29 de abril e 1 de julho de 2019. Uma quarta e última temporada foi anunciada para 2020 e a produção do anime foi entregue ao estúdio MAPPA. Jun Shishido e Yūichirō Hayashi substituíram Araki e Koizuka, respectivamente, enquanto Hiroshi Seko assumiu o papel de roteirista no lugar de Kobayashi e Tomohiro Kishi substitui Asano como designer de personagem. A temporada começou a ser exibida em 7 de dezembro de 2020 e durou 16 episódios, terminando em 29 de março de 2021. Uma segunda parte com mais 12 episódios foi exibida entre 10 de janeiro e 4 de abril de 2022. Uma terceira e última parte da temporada será lançada em 3 de março de 2023. Os serviços de streaming Crunchyroll e Funimation transmitiram Shingeki no Kyojin internacionalmente com legendas em seus respectivos sites. A série também ganhou uma dublagem em português brasileiro no site da Funimation, que foi realizada pelo estúdio Dubrasil. A Funimation ainda licenciou o anime para lançamento em home video em 2014. Além disso, mais oito episódios em animação original para vídeo foram publicados em edições limitadas dos volumes do mangá.
A série utiliza 12 temas musicais: seis de abertura e seis de encerramento. Os episódios 1–13 da primeira temporada têm "Guren no Yumiya" (紅蓮 の 弓矢), da banda Linked Horizon como a música de abertura e "Utsukushiki Zankoku na Sekai" (美 し き 残酷 な 世界) de Yōko Hikasa como tema de encerramento. A partir do episódio 14, "Jiyū no Tsubasa" (自由 の 翼) da Linked Horizon é usado na abertura, enquanto "great escape" da Cinema Staff é usado no encerramento. Na segunda temporada, "Shinzou wo Sasageyo!" (心 臓 を 捧 げ よ!) da Linked Horizon serviu como tema de abertura e "Yuugure no Tori" (夕 暮 れ の 鳥) da banda Shinsei Kamattechan como a música de encerramento. Entre os episódios 1–12 da terceira temporada, "Red Swan" de Yoshiki (com Hyde) é usado na abertura e "Akatsuki no Requiem" (暁 の 鎮魂歌) da Linked Horizon no encerramento. No restante da temporada, "Shoukei to Shikabane no Michi" (憧憬 と 屍 の 道) da Linked Horizon serviu como a música de abertura e "Name of Love" da Cinema Staff como encerramento. Na quarta temporada, a abertura foi "My War" de Shinsei Kamattechan, enquanto o encerramento foi "Shock" de Yuuko Andou. Na segunda parte da temporada, "The Rumbling", da banda SiM, é usada na abertura, enquanto o tema de encerramento é "Akuma no Ko" (悪魔の子) de Ai Higuchi.

## Resumo
| Temporada | Temporada | Episódios | Episódios             | Originalmente exibido | Originalmente exibido  |
| Temporada | Temporada | Episódios | Episódios             | Estreia da temporada  | Final da temporada     |
| --------- | --------- | --------- | --------------------- | --------------------- | ---------------------- |
|           | 1         | 25        | 25                    | 7 de abril de 2013    | 29 de setembro de 2013 |
|           | 2         | 12        | 12                    | 1 de abril de 2017    | 17 de junho de 2017    |
|           | 3         | 22        | 12                    | 23 de julho de 2018   | 15 de outubro de 2018  |
| 10        | 3         | 22        | 29 de abril de 2019   | 1 de julho de 2019    |                        |
|           | 4         | 35        | 16                    | 7 de dezembro de 2020 | 29 de março de 2021    |
| 12        | 4         | 35        | 10 de janeiro de 2022 | 4 de abril de 2022    |                        |
| 3         | 4         | 35        | 4 de março de 2023    | 4 de março de 2023    |                        |
| 4         | 4         | 35        | 5 de novembro de 2023 | 5 de novembro de 2023 |                        |

## Lista de episódios

### 1.ª temporada (2013)
| N.º geral | N.º temp. | Título em português (Título original) | Dirigido por                                                | Escrito por      | Exibição original      |
| --------- | --------- | --- | ----------------------------------------------------------- | ---------------- | ---------------------- |
| 1         | 1         | "Para Você, 2000 Anos no Futuro - A Queda de Shiganshina, Parte 1" Transcrição: "Ni-sen Nen-go no Kimi e -Shiganshina Kanraku (1)-" (japonês: 二千年後の君へ ―シガンシナ陥落①―)                | Hiroyuki Tanaka Tetsurō Araki                               | Yasuko Kobayashi | 7 de abril de 2013     |
| 2         | 2         | "Aquele Dia - A Queda de Shiganshina, Parte 2" Transcrição: "Sono Hi -Shiganshina Kanraku (2)-" (japonês: その日 ―シガンシナ陥落②―)                                                            | Masashi Koizuka                                             | Yasuko Kobayashi | 14 de abril de 2013    |
| 3         | 3         | "Uma Luz Tênue em Meio ao Desespero - A Humanidade Revida, Parte 1" Transcrição: "Zetsubō no Naka de Nibuku Hikaru -Jinrui no Saiki (1)-" (japonês: 絶望の中で鈍く光る ―人類の再起①―)          | Kiyoshi Fukumoto                                            | Hiroshi Seko     | 21 de abril de 2013    |
| 4         | 4         | "A Noite da Cerimônia de Encerramento - A Humanidade Revida, Parte 2" Transcrição: "Kaisan Shiki no Yoru -Jinrui no Saiki (2)-" (japonês: 解散式の夜 ―人類の再起②―)                            | Makoto Bessho                                               | Yasuko Kobayashi | 28 de abril de 2013    |
| 5         | 5         | "Primeira Batalha - A Luta por Trost, Parte 1" Transcrição: "Uijin -Torosuto-ku Kōbōsen (1)-" (japonês: 初陣 ―トロスト区攻防戦①―)                                                              | Shinpei Ezaki                                               | Hiroshi Seko     | 5 de maio de 2013      |
| 6         | 6         | "O Mundo que a Garota Viu - A Luta por Trost, Parte 2" Transcrição: "Shōjo ga Mita Sekai -Torosuto-ku Kōbōsen (2)-" (japonês: 少女が見た世界 ―トロスト区攻防戦②―)                              | Tomomi Ikeda                                                | Hiroshi Seko     | 12 de maio de 2013     |
| 7         | 7         | "Lâmina Pequena - A Luta por Trost, Parte 3" Transcrição: "Chiisana Yaiba -Torosuto-ku Kōbōsen (3)-" (japonês: 小さな刃 ―トロスト区攻防戦③―)                                                   | Yuzuru Tachikawa                                            | Hiroshi Seko     | 19 de maio de 2013     |
| 8         | 8         | "Posso Escutar seu Coração - A Luta por Trost, Parte 4" Transcrição: "Shinzō no Kodō ga Kikoeru -Torosuto-ku Kōbōsen (4)-" (japonês: 心臓の鼓動が聞こえる ―トロスト区攻防戦④―)                 | Satonobu Kikuchi Shinpei Ezaki Tatsuma Minamikawa           | Noboru Takagi    | 26 de maio de 2013     |
| 9         | 9         | "O Paradeiro do Braço Esquerdo Dele - A Luta por Trost, Parte 5" Transcrição: "Hidariude no Yukue -Torosuto-ku Kōbōsen (5)-" (japonês: 左腕の行方 ―トロスト区攻防戦⑤―)                         | Yoshiyuki Fujiwara                                          | Yasuko Kobayashi | 2 de junho de 2013     |
| 10        | 10        | "Resposta - A Luta por Trost, Parte 6" Transcrição: "Kotaeru -Torosuto-ku Kōbōsen (6)-" (japonês: 応える ―トロスト区攻防戦⑥―)                                                                  | Hiroyuki Tanaka                                             | Hiroshi Seko     | 9 de junho de 2013     |
| 11        | 11        | "Ídolo - A Luta por Trost, Parte 7" Transcrição: "Gūzō -Torosuto-ku Kōbōsen (7)-" (japonês: 偶像 ―トロスト区攻防戦⑦―)                                                                          | Kiyoshi Fukumoto                                            | Hiroshi Seko     | 16 de junho de 2013    |
| 12        | 12        | "Ferida - A Luta por Trost, Parte 8" Transcrição: "Kizu -Torosuto-ku Kōbōsen (8)-" (japonês: 傷 ―トロスト区攻防戦⑧―)                                                                           | Shintaro Itoga                                              | Noboru Takagi    | 23 de junho de 2013    |
| 13        | 13        | "Desejo Primordial - A Luta por Trost, Parte 9" Transcrição: "Genshoteki Yokkyū -Torosuto-ku Kōbōsen (9)-" (japonês: 原初的欲求 ―トロスト区攻防戦⑨―)                                           | Masashi Koizuka                                             | Noboru Takagi    | 30 de junho de 2013    |
| 13.5      | 13.5      | "Desde Aquele Dia" Transcrição: "Ano Hi kara" (japonês: あの日から) | Hiroyuki Tanaka                                             | —                | 7 de julho de 2013     |
| 14        | 14        | "Ainda Não Posso Olhar em Seus Olhos - Véspera do Contra-ataque, Parte 1" Transcrição: "Mada Me o Mirenai -Hangeki Zen'ya (1)-" (japonês: まだ目を見れない ―反撃前夜①―)                        | Keisuke Onishi Shinpei Ezaki                                | Yasuko Kobayashi | 14 de julho de 2013    |
| 15        | 15        | "Esquadrão de Operações Especiais - Véspera do Contra-ataque, Parte 2" Transcrição: "Tokubetsu Sakusen-han -Hangeki Zen'ya (2)-" (japonês: 特別作戦班 ―反撃前夜②―)                             | Kiyoshi Fukumoto                                            | Hiroshi Seko     | 21 de julho de 2013    |
| 16        | 16        | "O Que Precisa Ser Feito Agora - Véspera do Contra-Ataque, Parte 3" Transcrição: "Ima, Nani o Subeki ka -Hangeki Zen'ya (3)-" (japonês: 今、何をすべきか ―反撃前夜③―)                          | Keisuke Onishi Yasushi Muroya                               | Yasuko Kobayashi | 28 de julho de 2013    |
| 17        | 17        | "Titã Fêmea - 57a. Missão de Reconhecimento Exterior, Parte 1" Transcrição: "Megata no Kyojin -Dai Gojū-Nana Kai Hekigai Chōsa (1)-" (japonês: 女型の巨人 ―第57回壁外調査①―)                   | Daisuke Tokudo Masashi Koizuka                              | Hiroshi Seko     | 4 de agosto de 2013    |
| 18        | 18        | "Floresta de Árvores Gigantes - 57a. Missão de Reconhecimento Exterior, Parte 2" Transcrição: "Kyodaiju no Mori -Dai Gojū-Nana Kai Hekigai Chōsa (2)-" (japonês: 巨大樹の森 ―第57回壁外調査②―) | Hiroyuki Tanaka Shin Wakabayashi                            | Hiroshi Seko     | 11 de agosto de 2013   |
| 19        | 19        | "A Mordida - 57a. Missão de Reconhecimento Exterior, Parte 3" Transcrição: "Kamitsuku -Dai Gojū-Nana Kai Hekigai Chōsa (3)-" (japonês: 噛み付く ―第57回壁外調査③―)                             | Kiyoshi Fukumoto Tomomi Ikeda                               | Noboru Takagi    | 18 de agosto de 2013   |
| 20        | 20        | "Erwin Smith - 57a. Missão de Reconhecimento Exterior, Parte 4" Transcrição: "Eruvin Sumisu -Dai Gojū-Nana Kai Hekigai Chōsa (4)" (japonês: エルヴィン・スミス ―第57回壁外調査④―)              | Shintaro Itoga                                              | Yasuko Kobayashi | 25 de agosto de 2013   |
| 21        | 21        | "Golpe Esmagador - 57a. Missão de Reconhecimento Exterior, Parte 5" Transcrição: "Tettsui -Dai Gojū-Nana Kai Hekigai Chōsa (5)-" (japonês: 鉄槌 ―第57回壁外調査⑤―)                             | Hiroyuki Tanaka Yasushi Muroya                              | Noboru Takagi    | 1 de setembro de 2013  |
| 22        | 22        | "Os Derrotados - 57a. Missão de Reconhecimento Exterior, Parte 6" Transcrição: "Haisha-tachi -Dai Gojū-Nana Kai Hekigai Chōsa (6)-" (japonês: 敗者達 ―第57回壁外調査⑥―)                        | Makoto Bessho Shinpei Ezaki                                 | Noboru Takagi    | 8 de setembro de 2013  |
| 23        | 23        | "Sorriso - Ataque a Stohess, Parte 1" Transcrição: "Hohoemi -Sutohesu-ku Kyūshū (1)-" (japonês: 微笑み ―ストヘス区急襲①―)                                                                      | Hirokazu Yamada                                             | Hiroshi Seko     | 15 de setembro de 2013 |
| 24        | 24        | "Piedade - Ataque a Stohess, Parte 2" Transcrição: "Jihi -Sutohesu-ku Kyūshū (2)-" (japonês: 慈悲 ―ストヘス区急襲②―)                                                                           | Akitoshi Yokoyama Hiroyuki Tanaka                           | Yasuko Kobayashi | 22 de setembro de 2013 |
| 25        | 25        | "Muralha - Ataque a Stohess, Parte 3" Transcrição: "Kabe -Sutohesu-ku Kyūshū (3)-" (japonês: 壁 ―ストヘス区急襲③―)                                                                             | Daisuke Tokudo Masashi Koizuka Shintarō Itoga Tetsurō Araki | Yasuko Kobayashi | 29 de setembro de 2013 |

### 2.ª temporada (2017)
| N.º geral | N.º temp. | Título em português (Título original)                                | Dirigido por                                                  | Escrito por      | Exibição original   |
| --------- | --------- | -------------------------------------------------------------------- | ------------------------------------------------------------- | ---------------- | ------------------- |
| 26        | 1         | "Titã Bestial" Transcrição: "Kemono no Kyojin" (japonês: 獣の巨人)   | Hiroyuki Tanaka                                               | Yasuko Kobayashi | 1 de abril de 2017  |
| 27        | 2         | "Estou em Casa" Transcrição: "Tadaima" (japonês: ただいま)           | Yoshihide Ibata                                               | Yasuko Kobayashi | 8 de abril de 2017  |
| 28        | 3         | "Para Sudoeste" Transcrição: "Nansei e" (japonês: 南西へ)            | Kenji Imura                                                   | Hiroshi Seko     | 15 de abril de 2017 |
| 29        | 4         | "Soldado" Transcrição: "Heishi" (japonês: 兵士)                      | Hitomi Ezoe                                                   | Hiroshi Seko     | 22 de abril de 2017 |
| 30        | 5         | "Historia" Transcrição: "Hisutoria" (japonês: ヒストリア)            | Tetsuya Wakano                                                | Yasuko Kobayashi | 29 de abril de 2017 |
| 31        | 6         | "Guerreiro" Transcrição: "Senshi" (japonês: 戦士)                    | Hiroyuki Tanaka                                               | Hiroshi Seko     | 6 de maio de 2017   |
| 32        | 7         | "Corpo a Corpo" Transcrição: "Da - Tō - Kyoku" (japonês: 打・投・極) | Takayuki Hirao                                                | Hiroshi Seko     | 13 de maio de 2017  |
| 33        | 8         | "Os Caçadores" Transcrição: "Oumono" (japonês: 迫う者)               | Yūmi Kawai                                                    | Yasuko Kobayashi | 20 de maio de 2017  |
| 34        | 9         | "Abertura" Transcrição: "Kaikō" (japonês: 開口)                      | Yoshihide Ibata                                               | Yasuko Kobayashi | 27 de maio de 2017  |
| 35        | 10        | "Crianças" Transcrição: "Kodomotachi" (japonês: 子供達)              | Kenji Imura                                                   | Hiroshi Seko     | 3 de junho de 2017  |
| 36        | 11        | "Investida" Transcrição: "Totsugeki" (japonês: 突撃)                 | Hiroyuki Tanaka Yasuhiro Akamatsu                             | Hiroshi Seko     | 10 de junho de 2017 |
| 37        | 12        | "Grito" Transcrição: "Sakebi" (japonês: 叫び)                        | Satonobu Kikuchi Takayuki Hirao Tetsurō Araki Yoshihide Ibata | Yasuko Kobayashi | 17 de junho de 2017 |

### 3.ª temporada (2018–2019)
| Parte 1 |    | |                                                          |                  |                        |
| 38      | 1  | "Sinal de Fumaça" Transcrição: "Noroshi" (japonês: 狼煙)                                                  | Hiroyuki Tanaka                                          | Yasuko Kobayashi | 23 de julho de 2018    |
| 39      | 2  | "Dor" Transcrição: "Itami" (japonês: 痛み)                                                                | Shita Taro                                               | Yasuko Kobayashi | 30 de julho de 2018    |
| 40      | 3  | "Velha História" Transcrição: "Mukashibanashi" (japonês: 昔話)                                            | Tomoko Hirakata                                          | Hiroshi Seko     | 6 de agosto de 2018    |
| 41      | 4  | "Confiança" Transcrição: "Shinrai" (japonês: 信頼)                                                        | Aiko Sakuraba                                            | Hiroshi Seko     | 13 de agosto de 2018   |
| 42      | 5  | "Resposta" Transcrição: "Kaitō" (japonês: 回答)                                                           | Miki Komuro                                              | Yasuko Kobayashi | 20 de agosto de 2018   |
| 43      | 6  | "Pecado" Transcrição: "Tsumi" (japonês: 罪)                                                               | Ryūta Kawahara                                           | Hiroshi Seko     | 27 de agosto de 2018   |
| 44      | 7  | "Desejo" Transcrição: "Negai" (japonês: 願い)                                                             | Hiroyuki Tanaka Ken Andō                                 | Hiroshi Seko     | 3 de setembro de 2018  |
| 45      | 8  | "Fora das Muralhas do Distrito de Orvud" Transcrição: "Orubudo-ku Gaiheki" (japonês: オルブド区外壁)      | Matsuo Asami Azuma Ryōsuke                               | Yasuko Kobayashi | 10 de setembro de 2018 |
| 46      | 9  | "O Rei das Muralhas" Transcrição: "Kabe no Ō" (japonês: 壁の王)                                           | Yasuhiro Akamatsu                                        | Hiroshi Seko     | 17 de setembro de 2018 |
| 47      | 10 | "Amigos" Transcrição: "Yūjin" (japonês: 友人)                                                             | Shintarō Itoga Aiko Sakuraba                             | Hiroshi Seko     | 24 de setembro de 2018 |
| 48      | 11 | "Espectador" Transcrição: "Bōkansha" (japonês: 傍観者)                                                    | Matsuo Asami Ken Andō Shingo Uchida                      | Yasuko Kobayashi | 8 de outubro de 2018   |
| 49      | 12 | "Noite da Batalha para Retomada da Muralha" Transcrição: "Dakkan Sakusen no Yoru" (japonês: 奪還作戦の夜) | Takashi Andō Yasuhiro Akamatsu                           | Hiroshi Seko     | 15 de outubro de 2018  |
| Parte 2 |    | |                                                          |                  |                        |
| 50      | 13 | "A Cidade Onde Tudo Começou" Transcrição: "Hajimari no Machi" (japonês: はじまりの街)                     | Hiroyuki Tanaka                                          | Yasuko Kobayashi | 29 de abril de 2019    |
| 51      | 14 | "Lanças de Trovão" Transcrição: "Raisō" (japonês: 雷槍)                                                   | Akitoshi Yokoyama Yasuhiro Akamatsu                      | Hiroshi Seko     | 6 de maio de 2019      |
| 52      | 15 | "Descida" Transcrição: "Kōrin" (japonês: 光臨)                                                            | Shingo Uchida Norihito Takahashi Mai Teshima Hitomi Ezoe | Hiroshi Seko     | 13 de maio de 2019     |
| 53      | 16 | "Jogo Perfeito" Transcrição: "Pāfekuto Gēmu" (japonês: 完全試合)                                          | Tetsuya Wakano                                           | Hiroshi Seko     | 20 de maio de 2019     |
| 54      | 17 | "Herói" Transcrição: "Yūsha" (japonês: 勇者)                                                              | Akitoshi Yokoyama Yoko Kanamori Tetsurō Araki            | Hiroshi Seko     | 27 de maio de 2019     |
| 55      | 18 | "Sol da Meia-Noite" Transcrição: "Byakuya" (japonês: 白夜)                                                | Hiroyuki Tanaka Shintarō Itoga                           | Hiroshi Seko     | 3 de junho de 2019     |
| 56      | 19 | "O Porão" Transcrição: "Chikashitsu" (japonês: 地下室)                                                    | Mai Teshima Hitomi Ezoe                                  | Yasuko Kobayashi | 10 de junho de 2019    |
| 57      | 20 | "Aquele Dia" Transcrição: "Ano Hi" (japonês: あの日)                                                      | Yoko Kanamori                                            | Hiroshi Seko     | 17 de junho de 2019    |
| 58      | 21 | "Titã do Ataque" Transcrição: "Shingeki no Kyojin" (japonês: 進撃の巨人)                                  | Yasuhiro Akamatsu                                        | Hiroshi Seko     | 24 de junho de 2019    |
| 59      | 22 | "O Outro Lado da Muralha" Transcrição: "Kabe no Mukougawa" (japonês: 壁の向こう側)                        | Tetsuya Wakano Shintarō Itoga Tetsurō Araki              | Yasuko Kobayashi | 1 de julho de 2019     |

### Episódios extras

#### OVAs
Os seguintes episódios são animações originais em vídeo (OVAs) que foram lançados junto com volumes selecionados do mangá. O primeiro, "O Caderno de Anotações de Ilse", que adapta um capítulo especial publicado junto com o volume cinco do mangá, foi originalmente agendado para ser lançado em 9 de agosto de 2013 junto com a edição limitada do volume 11, mas foi adiado e incluído com uma edição limitada do volume 12, lançado em 9 de dezembro de 2013. Um segundo OVA foi lançado em 9 de abril de 2014 junto com o 13.º volume do mangá e focava nos membros do 104.º Batalhão de Cadetes. O terceiro OVA, "Incômodo", que conta sobre um exercício do 104.º Batalhão de Cadetes, foi lançado em 9 de abril de 2014 junto com o 14.º volume. Além disso, duas séries spin-offs do mangá, Kui Naki Sentaku e Lost Girls, também receberam adaptações em OVAs. O primeiro, publicado em dois episódios, foi lançado junto com os volumes 18 e 19 entre dezembro de 2014 e abril de 2015. O segundo teve três episódios, publicados nos volumes 24 a 26 durante dezembro de 2017 e agosto de 2018.
| N.º geral | Título em português (Título original) | Dirigido por    | Escrito por      | Exibição original     |
| --------- | --- | --------------- | ---------------- | --------------------- |
| 3.5       | "O Caderno de Anotações de Ilse - Anotações de Uma Integrante do Esquadrão de Reconhecimento" Transcrição: "Iruze no Techō -Aru Chōsa Heidan'in no Shuki-" (japonês: イ ル ゼ の 手 帳 - あ る 調査 兵 団 員 の 手記 -) | Tetsurō Araki   | Hiroshi Seko     | 9 de dezembro de 2013 |
| 3.25      | "Visitante Repentino - A Maldição Atormentadora da Juventude" Transcrição: "Totsuzen no Raihōsha -Sainamareru Seishun no Noroi-" (japonês: 突然 の 来訪 者 - 苛 ま れ る 青春 の 呪 い -)                               | Hiroyuki Tanaka | Seko Hiroshi     | 9 de abril de 2014    |
| 3.75      | "Incômodo" Transcrição: "Konnan" (japonês: 困難) | Shintaro Itoga  | Noboru Takagi    | 8 de agosto de 2014   |
| 0.5A      | "Sem Arrependimentos: Parte 1" Transcrição: "Kui Naki Sentaku (Zenpen)" (japonês: 悔いなき選択 (前編)) | Tetsurō Araki   | Yasuko Kobayashi | 9 de dezembro de 2014 |
| 0.5B      | "Sem Arrependimentos: Parte 2" Transcrição: "Kui Naki Sentaku (Kōhen)" (japonês: 悔いなき選択 (後編)) | Tetsurō Araki   | Yasuko Kobayashi | 9 de abril de 2015    |
| 16.5A     | "Adeus, Muralha Sina: Parte 1" "Wall Sina, Goodbye: Part One" | Masashi Koizuka | Hiroshi Seko     | 9 de dezembro de 2017 |
| 16.5B     | "Adeus, Muralha Sina: Parte 2" "Wall Sina, Goodbye: Part Two" | Masashi Koizuka | Hiroshi Seko     | 9 de abril de 2018    |
| ???       | "Perdida no Mundo Cruel" "Lost in the Cruel World" | Masashi Koizuka | Hiroshi Seko     | 9 de agosto de 2018   |